# Främlingsfientlighet
Främlingsfientlighet eller xenofobi betyder motvilja inför eller rädsla för främlingar eller det främmande och obekanta.
Ordet xenofobi är sammansatt av de två grekiska orden ξένος (xenos), som betyder "främling", "utlänning" och φόβος (phobos), som betyder "rädsla".
Begreppet främlingsfientlig används ibland om uppfattningen att människor med avvikande kulturell eller etnisk tillhörighet eller bakgrund är sämre eller mindre lämpade för det samhälle de är främlingar till. På så sätt skiljs begreppet från rasism som i stället är grundat på ideologiska[källa behövs] föreställningar om genetiska (rasbiologiska) skillnader mellan folkgrupper, så kallade raser.[källa behövs]
Begreppet är närbesläktat med begreppet rasism. Det är inte alltid tydligt hur begreppen skiljer sig åt och inte heller hur de definieras var för sig, vilket inte sällan resulterar i begreppsförvirring.

## Definitioner
Vissa definitioner kräver ett inslag av irrationalitet eller osaklighet för att något skall kunna betecknas som xenofobiskt, medan andra nöjer sig med rädslan eller fiendskapen gentemot det främmande som sådan. Ordet xenofobi definieras så i elfte upplagan av SAOL som "rädsla för främlingar" och Nationalencyklopedin skriver under främlingsfientlighet att det är "avståndstagande från eller fientlighet mot främlingar" främst grundat på kulturella skäl. I Oxford English Dictionary (OED) definieras xenofobi däremot som "djupt rotat, irrationellt hat mot främlingar" och i Webster's Dictionary som "oskälig rädsla eller hat mot det främmande".
Björn Horgby, professor i historia, menar att främlingsfientlighet förutsätter den sociala konstruktionen av ”främlingskap”. Genom den sociala konstruktionen tillskrivs en ”vi”-grupp positiva värden, medan negativa världen tillskrivs ”de andra”. Genom främlingskapandet konstruerar ”vi”-gruppen också sig själv. För att den egna gruppens gränser ska framstå som tydliga måste en annan grupp utses till fiende. Främlingskapandet sker dels genom stereotypisering, där seglivade föreställningar och berättelser om en grupp produceras och reproduceras, dels genom att grupper tilldelas olika högt kulturellt kapital. Högt kulturellt kapital anses ha högre heder än grupper med lägst kulturellt kapital som anses vara hederslösa. Horgby menar att främlingskapandet främst sker i ”kulturmötet” mellan ”vi”-gruppen och ”de andra”, och då framför allt när ”vi”-gruppen av någon anledning upplever sig som hotad. Främlingsfientlighet har därför lätt att blossa upp när en grupp upplever ”otrygghet” eller i tider av ekonomiska och sociala förändringar. Även konkurrens om arbete på en arbetsmarknad kan ge upphov till främlingsfientlighet.
Victor Lundberg, docent i historia vid Malmö universitet och specialiserad på nationalism, fascism, maskulinitet och utomparlamentarisk antifascism, har definierat främlingsfientlighet på följande vis:
| ”                             | Främlingsfientlighet är ett samlingsnamn för de explicita, vardagliga och socialt manifesta uttryck för negativa stereotyper, attityder och värderingar som ingår i ett vidare, konceptualiserande nät av diskursiva mekanismer som strukturerar rasismens utbredning över tid | „ |
| – Victor Lundberg, historiker | |   |

Med utgångspunkt i denna definition skulle man kunna benämna obetänksam vardagsrasism som främlingsfientlighet, medan rasism skulle kunna förstås som mer ideologisk eller idémässigt utvecklad främlingsfientlighet. Släktskapet mellan begreppen blir med Lundbergs definition tydlig.
Svenska granskningsnämnden för radio och TV har lagt fram riktlinjer för vad som krävs för att etermedia skall tillåtas att beteckna en organisation som främlingsfientlig. I ett avgörande från hösten 2009 slog nämnden fast att 
| ” | Av Dansk Folkepartis principprogram framgår att partiet är kritiskt till utomeuropeisk invandring och för en strikt invandringspolitik. Det framgår också att partiet anser att invandring utgör ett hot mot en dansk kulturidentitet. Mot denna bakgrund kan nämnden inte finna att beskrivningen av Dansk Folkeparti som ett främlingsfientligt parti strider mot kravet på opartiskhet i Sveriges Radios sändningstillstånd. | „ |

Här har man alltså utgått från den neutrala definitionen av ordet enligt ovan. Programmet Morgonpasset i P3 i Sveriges Radio kallade norska Fremskrittspartiet för ”främlingsfientliga tattare” utan att fällas av granskningsnämnden.
I en kunskapsöversikt publicerad av Forum för levande historia 2016 om historisk forskning om rasism och främlingsfientlighet i Sverige, invänds mot användning av begreppet xenofobi, främst då det riskerar att leda till fokusering på individers sjukdomstillstånd istället för samhällsförhållanden som möjliggör diskriminering. I samma kunskapsöversikt konstateras att termen främlingsfientlighet oftast fått en bred definition, innefattande uppfattningar om andra gruppers egenskaper som ställs i kontrast mot den egna gruppens egenskaper. Den definitionen har kritiserats för att den riskerar att cementera föreställningen att vissa grupper är ”främlingar”.

## Användning
Ordet främlingsfientlig förekommer enligt SAOB i Nordisk familjebok från 1920 under uppslagsordet nationalist: "I mindre Asien har .. en främlingsfientlig turkisk nationaliströrelse .. fått stark spridning." Under efterkrigstiden har ordet i allt större uträckning kommit att användas som synonym till ord som rasism och främlingshat.